# Neil Leifer
Neil Leifer (New York, 28 dicembre 1942) è un fotografo statunitense.

## Biografia
Inizia la propria carriera negli anni cinquanta come indipendente. Dal 1972 al 1978 lavora per Sports Illustrated, quindi per il Time, dove resta fino al 1990. Fra il 1988 e il 1988 è ingaggiato anche da Life.
È famoso per le sue numerosissime foto sportive, in particolare di Muhammad Ali, che ritrae in 60 incontri. Presenzia a 15 Olimpiadi, di cui 8 estive e 7 invernali, e 4 mondiali di calcio. Ha collezionato in tutto 200 copertine, compresa quella di People.